# Cantilever Range
Cantilever Range är ett berg i Kanada.   Det ligger i provinsen British Columbia, i den södra delen av landet, 3 400 km väster om huvudstaden Ottawa. Toppen på Cantilever Range är 2 968 meter över havet.
Terrängen runt Cantilever Range är huvudsakligen bergig, men den allra närmaste omgivningen är kuperad. Cantilever Range är den högsta punkten i trakten. Trakten runt Cantilever Range är nära nog obefolkad, med mindre än två invånare per kvadratkilometer.. Närmaste större samhälle är Lytton, 10,1 km nordost om Cantilever Range.
I omgivningarna runt Cantilever Range växer i huvudsak barrskog.